# Vanda insignis
Vanda insignis är en orkidéart som beskrevs av Carl Ludwig von Blume. Vanda insignis ingår i släktet Vanda och familjen orkidéer.
Artens utbredningsområde är Små Sundaöarna. Inga underarter finns listade i Catalogue of Life.

## Bildgalleri

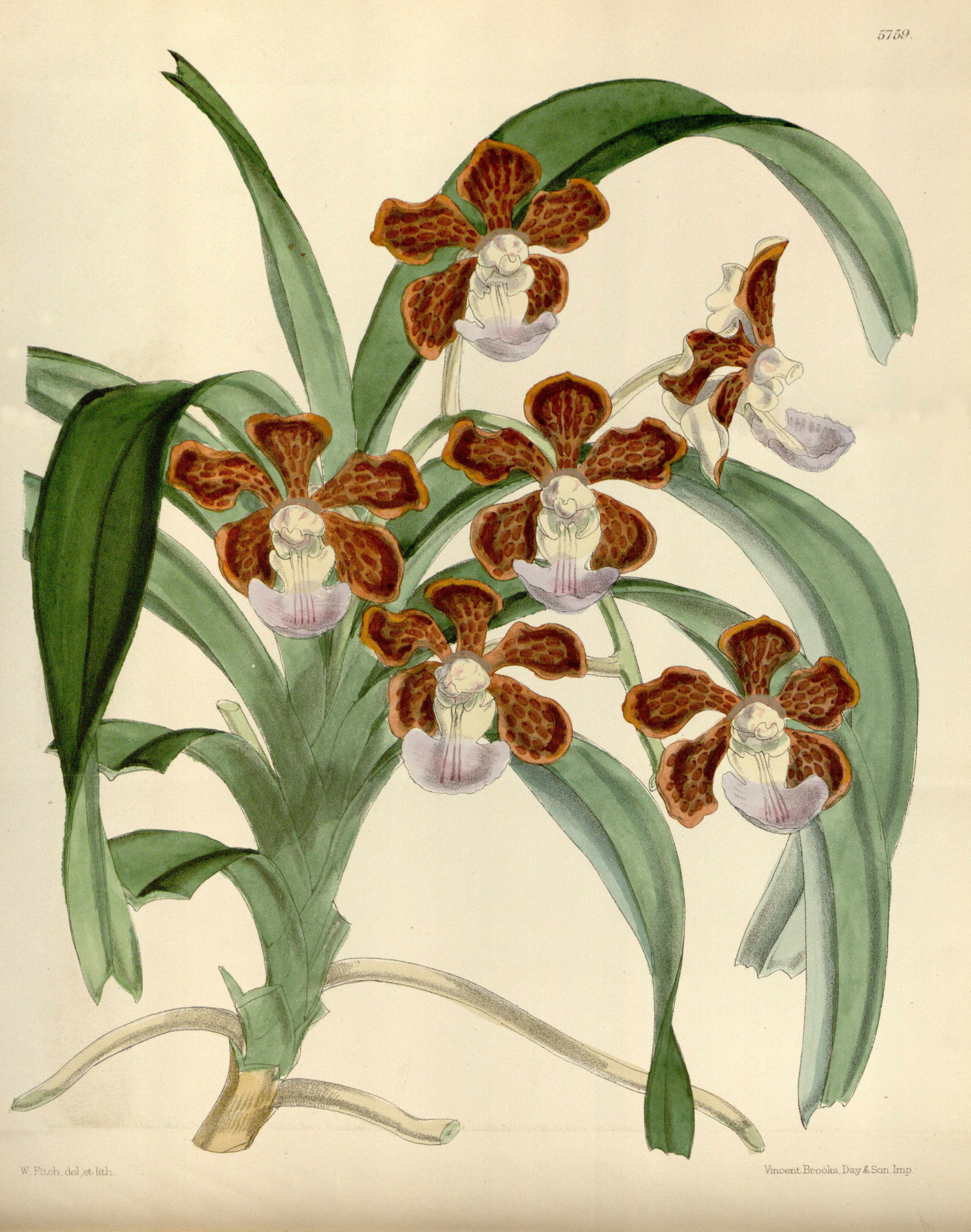